# Prosheliomyia formosensis
Prosheliomyia formosensis là một loài ruồi trong họ Tachinidae.